# Neyyat
Neyyat (persiska: نیت) är en ort i Iran.   Den ligger i provinsen Khorasan, i den nordöstra delen av landet, 600 km öster om huvudstaden Teheran. Neyyat ligger 1 471 meter över havet och antalet invånare är 435.
Terrängen runt Neyyat är kuperad åt sydväst, men åt nordost är den platt. Terrängen runt Neyyat sluttar norrut. Runt Neyyat är det ganska glesbefolkat, med 38 invånare per kvadratkilometer. Närmaste större samhälle är Qūchān, 12,1 km öster om Neyyat. Omgivningarna runt Neyyat är i huvudsak ett öppet busklandskap.